# HNSKY
HNSKY oder Hallo Northern Sky ist ein frei verfügbares 2D-Astronomieprogramm für Windows und Linux zur Simulation des Nachthimmels, welches seit Anfang 1998 vom Niederländer Han Kleijn entwickelt wird.
HNSKY umfasst in der aktuellen Grundversion eine Sternendatenbank von 4,5 Millionen Sternen (TYCHO2++) und 30.000 Deep-Sky-Objekten bis zur Magnitude 12,5. Es simuliert den Sternenhimmel der Jahre 1750 bis 2250. Darüber hinaus kann es durch ein Plug-in auf der Herstellerwebsite bis zur Magnitude 15 (GSC) oder 16 (USNO UCAC-Katalog) im online-Zugriff, oder mit weiteren Datenbanken und eigenen Objektdaten erweitert werden. Planetenpositionen können mit einem Zusatzprogramm für den Zeitraum von 13.000 v. Chr. bis 16.999 n. Chr. dargestellt werden.
Das Programm unterstützt die Teleskopsteuerungen ASCOM und Goto.